# Lucjan Rydel
Lucjan Antoni Feliks Rydel (17. května 1870, Krakov – 8. dubna 1918, Bronowice Małe, dnes součást Krakova) byl polský dramatik, básník a překladatel, jeden z představitelů uměleckého hnutí Mladé Polsko.

## Život
Narodil se v rodině profesora oftalmologie a rektora Jagelonské univerzity, na které podle jeho přání vystudoval v letech 1888–1894 právo. Po získání doktorátu se věnoval literatuře, historii a dějinám umění, nejprve v Berlíně a pak v Paříži. Zde absolvoval přednášky na Collège de France, Sorbonně a École des beaux-arts.

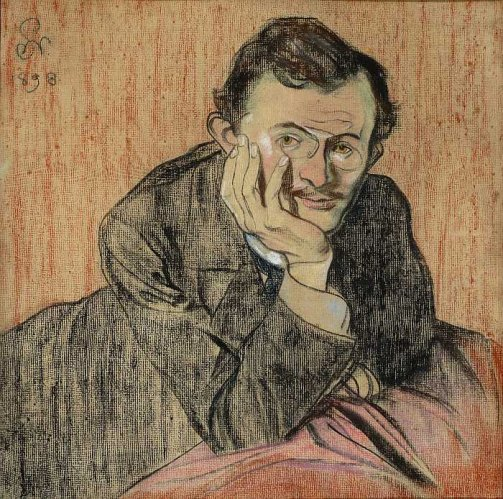
Rydlův portrét od Stanisława Wyspiańského z roku 1898

Žil a tvořil v modernistickém prostředí mladopolského Krakova. Jeho svatba se selskou dívkou Jadwigou Mikołajczykównou roku 1900 inspirovala Stanisława Wyspiańského k napsání divadelní hry Wesele (Veselka). V sezóně 1904–1905 spolupracoval s krakovským Lidovým divadlem (Teatr Ludowy). Cesta po Řecku roku 1907 se stala základem jeho úspěšných přednášek o řeckém umění a kultuře na krakovské Akademii výtvarných umění. Často pobýval v Čechách a po vypuknutí první světové války žil v letech 1914–1915 v Praze a v Pardubicích. V letech 1915–1916 byl ředitelem krakovského Městského divadla Julia Słowackého. Zemřel na zápal plic a je pohřben na Rakowickém hřbitově.

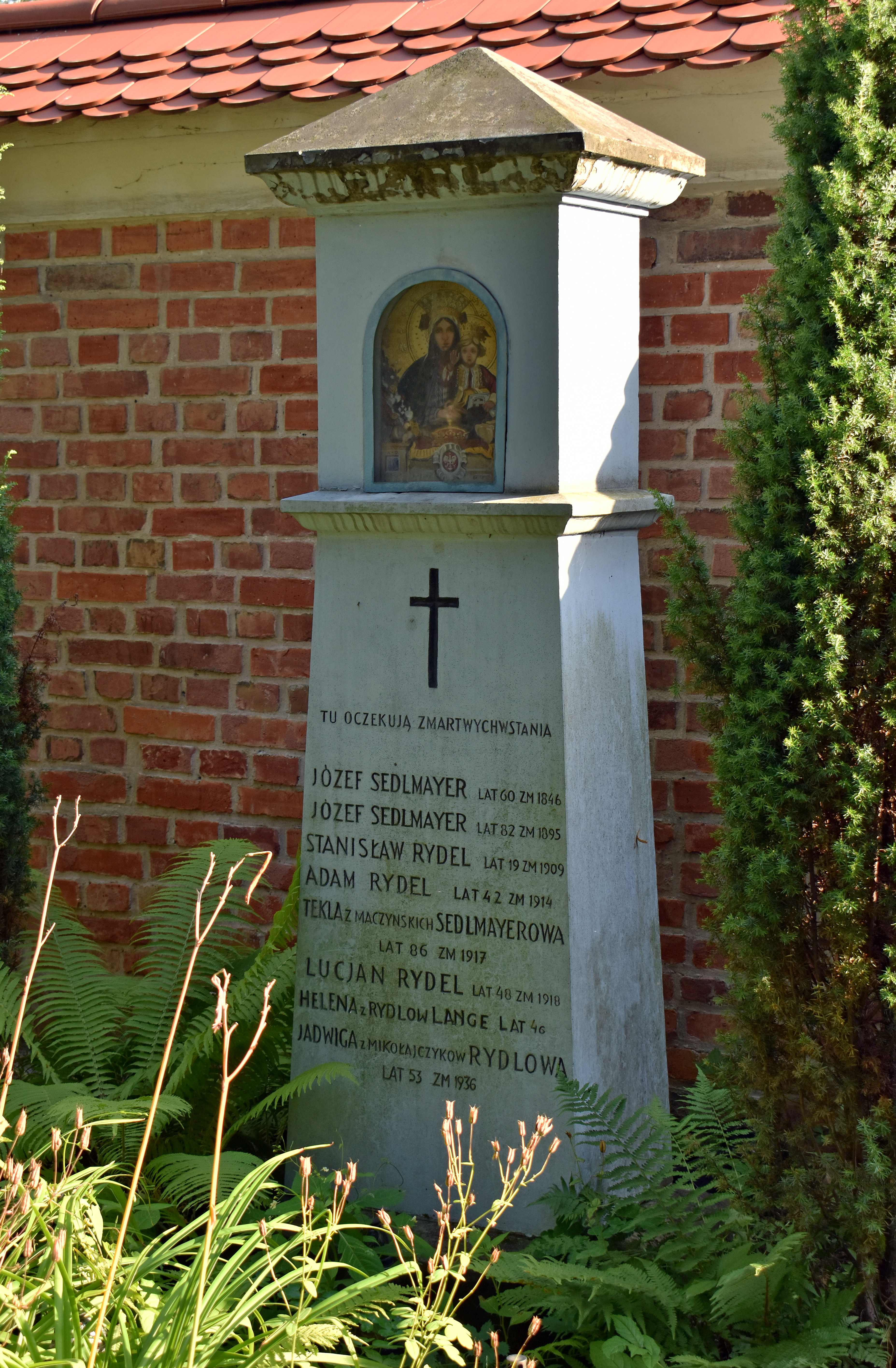
Rydlův hrob na Rakowickém hřbitově v Krakově

Inspirací pro jeho díla, ve kterých mistrovsky zvládl formu básnického projevu, byl folklór a antika. Úspěch mu přinesla baladická dramata, vykazující vlivy Slowackého, Maeterlincka a Hauptmanna. Jeho hry se za éry Jaroslava Kvapila úspěšně uváděly i v pražském Národním divadle. Cenné jsou jeho překlady Homéra, Pindara, Anakreónta a Horatia.

## Dílo
- Matka (1893), jednoaktovka.
- Dies irae (1893), fantastické mystérium o jednom jednání.
- Poezje (1899, Básně), sbírka kultivované náladové lyriky, rozšířeno 1901.
- Zaczarowane koło (1900, Začarované kolo), autorovo hlavní dílo,[3] dramatická báseň plná pohádkové fantastiky s tématem šlechtické cti, napsaná na folklórní námět.
- Na zawse (1903, Navždy), veršované drama z období po povstání v roce 1863.
- Bajka o Kasi i królewiczu (1903, Pohádka o Kassi a princi), poema.
- Betlejem polskie (1904, Polský betlém), jesličková hra (tzv. šopka).
- Pan Twardowski (1906), poema.
- Bodenhain (1907), divadelní hra.
- Ferenike i Pejsidoros (1909, Ferenike a Peisidoros), povídka s antickou tematikou, česky jako Matka a syn.
- Madejowe łoże (1909. Madejovo lože), poema.
- Królowa Jadwiga (1910, Královna Hedviga), biografie polské královny Hedviky z Anjou.
- Zygmunt August (1913, Zikmund August), dramatická trilogie z polských dějin o životě krále Zikmunda II. Augusta, jednotlivé části: Królewski jedynak, Złote więzy a Ostatni.

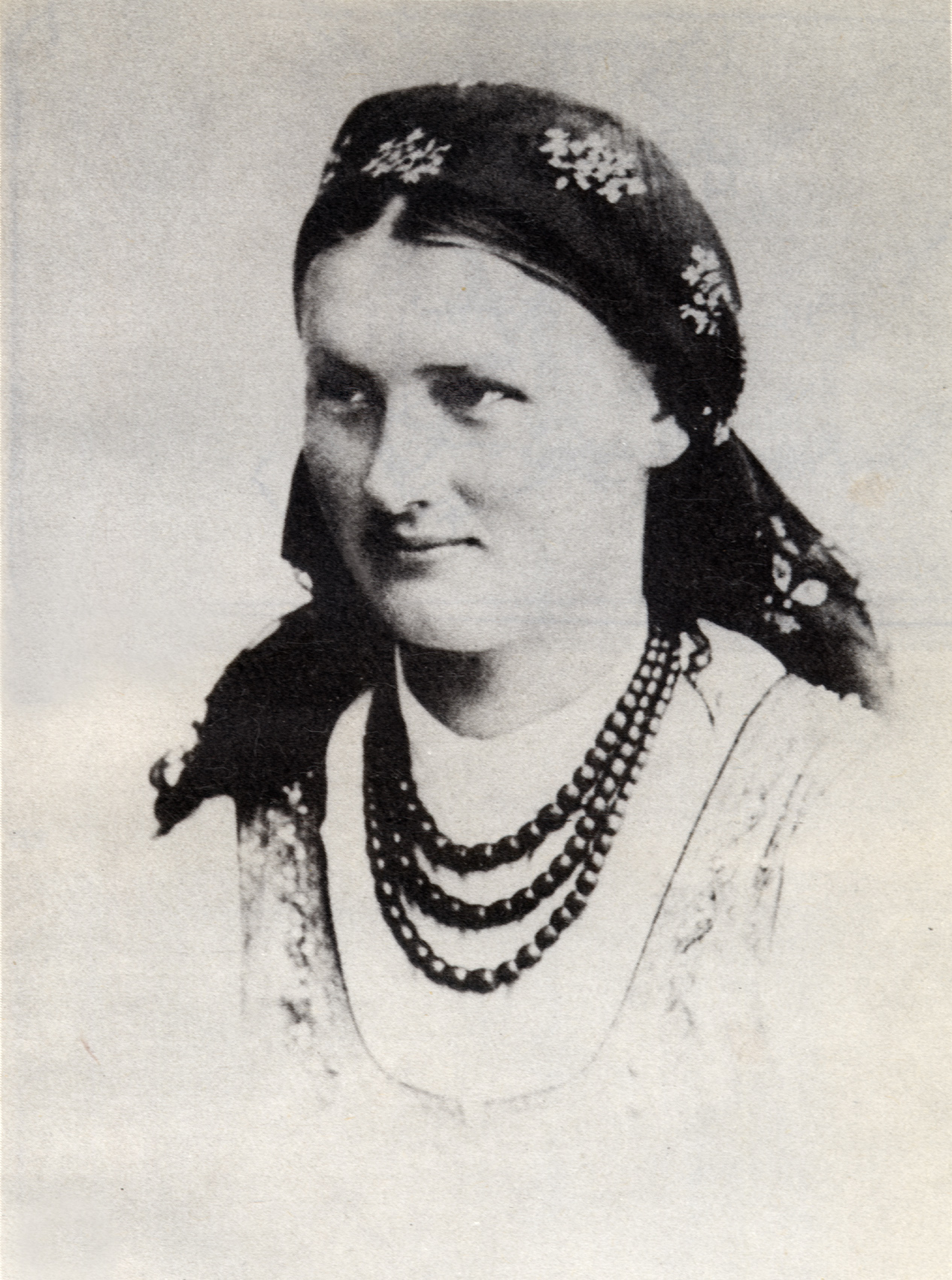
Jadwiga Mikołajczykówna
- Zaczarowane koło (1900)
- Poezje (1901)
- Betlejem polskie (1904)
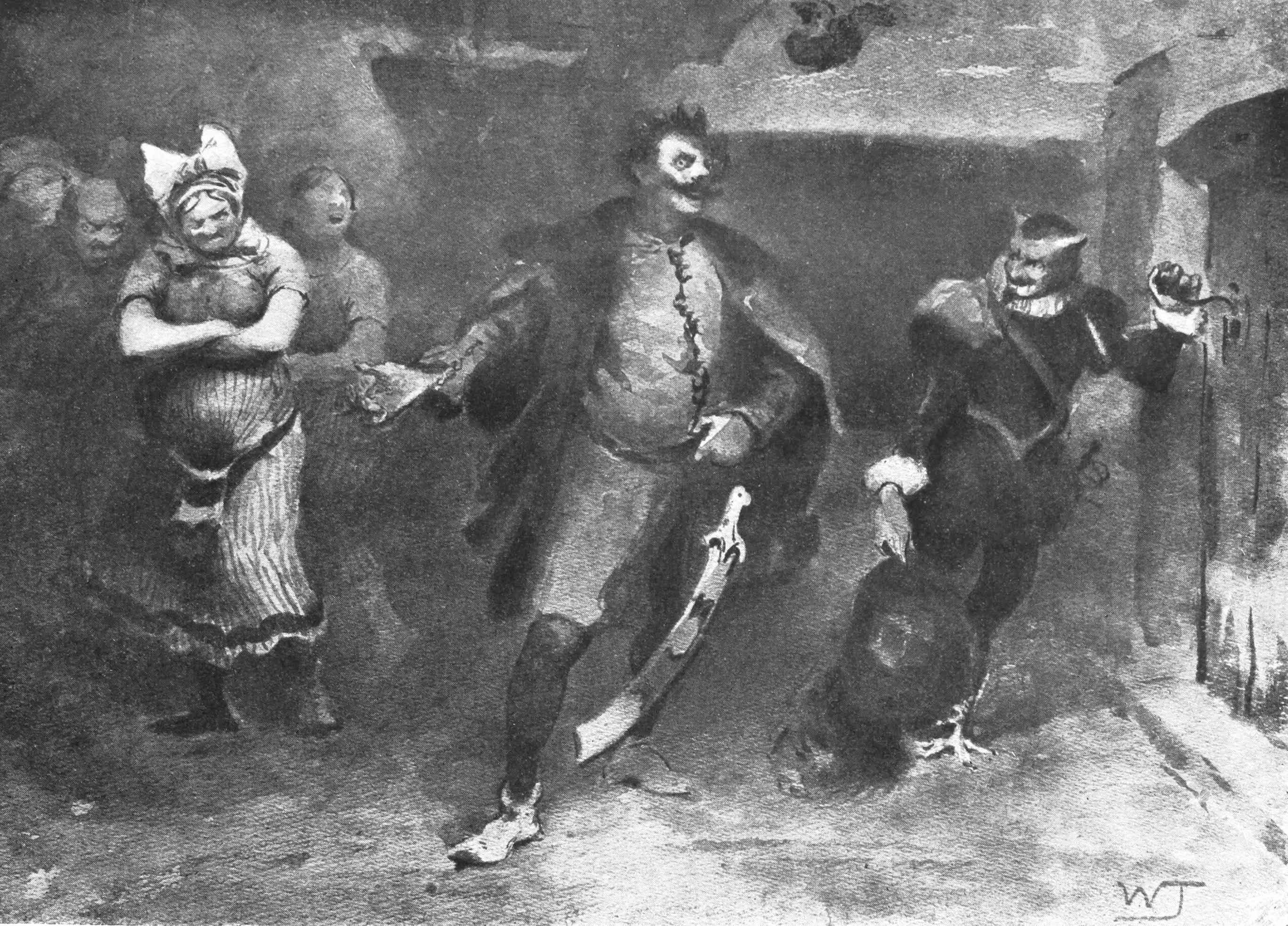
Pan Twardowski, ilustrace W. Tetmajera

## Adaptace

### Hudba
- Konstanty Gorski: Zaczarowane koło, symfonická báseň.[2]
- Jerzy Gablenz: Zaczarowane koło, opera na vlastní libreto, premiéra až 1955.[2]

### Film a televize
- Zaczarowane kolo (1915), polský němý film, režie Aleksander Hertz.[4]
- Zaczarowane kolo (1964), polský televizní film, režie Kazimierz Braun.[5]

## Česká vydání, překlady a inscenace
- Začarované kolo, hráno 1903 a 1915.
- Na vždy, Praha: František Šimáček 1904, přeložil František Vondráček.
- Matka a syn, Praha: Jan Otto 1910, přeložil František Vondráček.
- Navždy, Praha: Evžen K. Rosendorf 1928, přeložil František Vondráček.
- Madejovo lože, Praha: Ústřední nakladatelství a knihkupectví učitelstva českoslovanského 1928, přeložil František Vondráček.
- Bodenhaim, přeložil František Vondráček, rukopis.